# Campo de Cricket de Kallang
O Campo de Cricket de Kallang faz parte do Centro de Desportos de Kallang juntamente com o Centro de Tênis e o Centro de Netbol.
O Campo de Cricket de Kallang é um forte interesse no Tiro com arco como desporto competitivo na Singapura, e existem mais equipamentos adequados à prática profissional de tiro com arco, fornecimento e suporte de staff está disponível para assegurar a criação de instalações no Campo de Cricket de Kallang para acolher competições de tiro com arco do palco mundial.
Os eventos de tiro com arco também são agrupadas com eventos de tênis e de basquetebol Street nos adjacentes Centro Nacional de Tênis de Kallang e Centro Nacional de Netbol de Kallang respectivamente, oferecendo aos atletas e adeptos a oportunidade de mergulhar na emoção de vários desportos competitivos numa só localização.

## Jogos Olímpicos da Juventude Singapura 2010
O Campo de Cricket de Kallang acolherá competições de tiro com arco nos Jogos Olímpicos da Juventude Singapura 2010.